# Гоес-Фенн
Го́ес-Фенн (нім. Hohes Venn; Оте́-Фаньє́, фр. Hautes Fagnes; нід. Hoge Venen) — найбільший природний заповідник або парк у Бельгії. Території були оголошені природним заповідником у 1957 році, є гірською місцевістю, плато в провінції Льєж, на сході Бельгії та прилеглих частинах Німеччини, між Арденнами та Айфельським нагір'ям.

## Загальний опис
Хай-Фенс — найбільший природний заповідник або парк у Бельгії, площа якого становить 4 501,2 га (11 123 акри; 45,012 км2); він розташований у німецько-бельгійському природному парку Хай-Фенс — Ейфель (700 км2 (270 миля2)), в Арденнах. Його найвища точка — 694 метри (2 277 фут) над рівнем моря, це Синьяль-де-Ботранж біля Ойпена, а також найвища точка Бельгії. Вежа 6 метрів (20 фут), що сягає 700 метрів (2 297 фут) над рівнем моря. Заповідник — це багате екологічне надбання Бельгії, покрите альпійськими сфагновими верховими болотами (а не «болотами», як випливає з назви) як на плато, так і в басейні долини; болота, яким понад 10 000 років, з їх унікальною субальпійською флорою, фауною та мікрокліматом є ключовими для природоохоронної роботи парку.
У 1966 році Європейська Рада нагородила «Дипломом збереження» Хай-Фенс за їхню екологічну цінність. У 2008 році Бельгія додала Високі болота до свого попереднього списку об'єктів Світової спадщини ЮНЕСКО.

## Географія

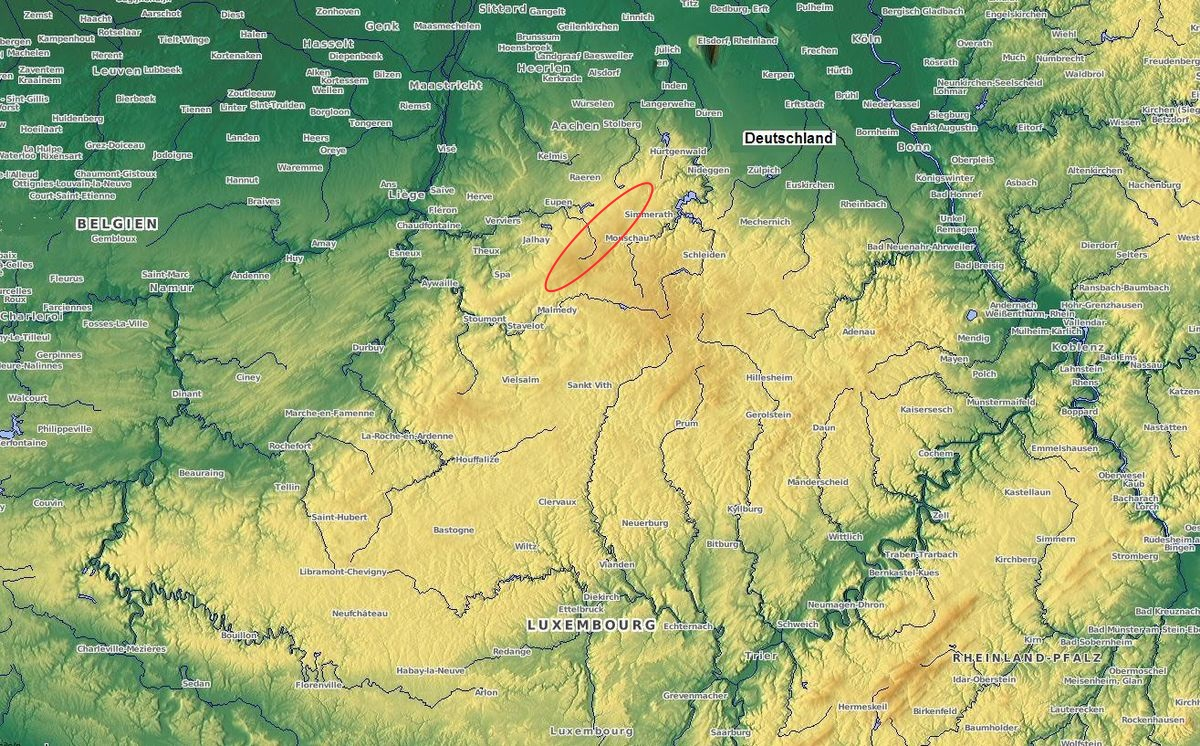
Арденни й Айфель; еліпс позначає розташування Хай-Фенс.

Хай-Фенс, створені як заповідник у 1957 році, з їх високою висотою та унікальним розташуванням складаються в основному з верхових боліт і низьких, вкритих травою або лісом пагорбів, болотистої місцевості та лісу. Столиця провінції Льєж розташована на заході, німецький кордон на сході, а темні лісисті пагорби Арденн оточують південну частину. Парк простягається між Ойпеном на півночі, Моншау на сході, Спа на заході та Мальмеді на півдні. Він простягається на північ від Мальмеді аж до Ейпена і позначає кінець власне Арденн. Він примикає до Айфелевих пагорбів, які простягаються на схід від кордону з Німеччиною, утворюючи великий Німецько-Бельгійський природний парк. Синьяль-де-Ботранж, розташований у Хай-Фенс, позначений телекомунікаційною вежею, зведеною над старішим штучним земляним курганом із кам'яними сходами, який був збудований, щоб підняти невелику частину широкого плато з 694 до 700 метрів (2 277 до 2 297 фут). Великі міські центри в околицях заповідника — Ойпен, Верв'є, Спа і Мальмеді.
Частина заповідника Хай-Фенс залишається закритою під час весняного сезону розмноження зникаючих тетеревів (Tetrao tetrix). У літній період існує загроза пожежі в лісовій зоні. Настили перетинають болота, дозволяючи доступ через ці території. Стежки ведуть до багатьох зон парку, і є вказівники, які направляють відвідувачів через парк. Природний заповідник Хай-Фенс координує Відділ природи та лісів регіону Валлонії.

### Клімат
Заповідник є однією з найбільш вологих і холодних частин Бельгії. Він часто оповитий туманом і низькою хмарністю. Має субальпійський клімат із сильними вітрами та лютими зимами, які іноді бувають субарктичними. Плато Фань перехоплює хмари, які приносять переважаючі атлантичні вітри, і це призводить до рясних опадів із середнім розміром 1 400 міліметрів (55 дюйм) опадів на рік. Однак під крихким складом ґрунту, що лежить вище, є кам'янисті шари та глина, які перешкоджають проникненню води та, таким чином, створюють умови для водно-болотних угідь, боліт і боліт.
Найбільша та найменша зареєстрована річна кількість опадів становить 2 024 міліметри (79,7 дюйм) і 762 міліметри (30,0 дюйм) відповідно, з максимумом в один день 156 міліметрів (6,1 дюйм) 7 жовтня 1982 року на Синьялі-де-Ботранж. Максимальний снігопад, зареєстрований на Сіньялі-де-Ботранж, становив 115 сантиметрів (45 дюйм) у 1953 році. Максимальна кількість морозних днів (коли температура тримається нижче 0 °C (32 °F)) на рік становить 158 днів, а мінімум становить 70 днів. Найнижча зафіксована температура становила −23,6 °C (−10,5 °F) у 1942 році, але це було −25,2 °C (−13,4 °F) у 1952 році в Baraque-Michel.

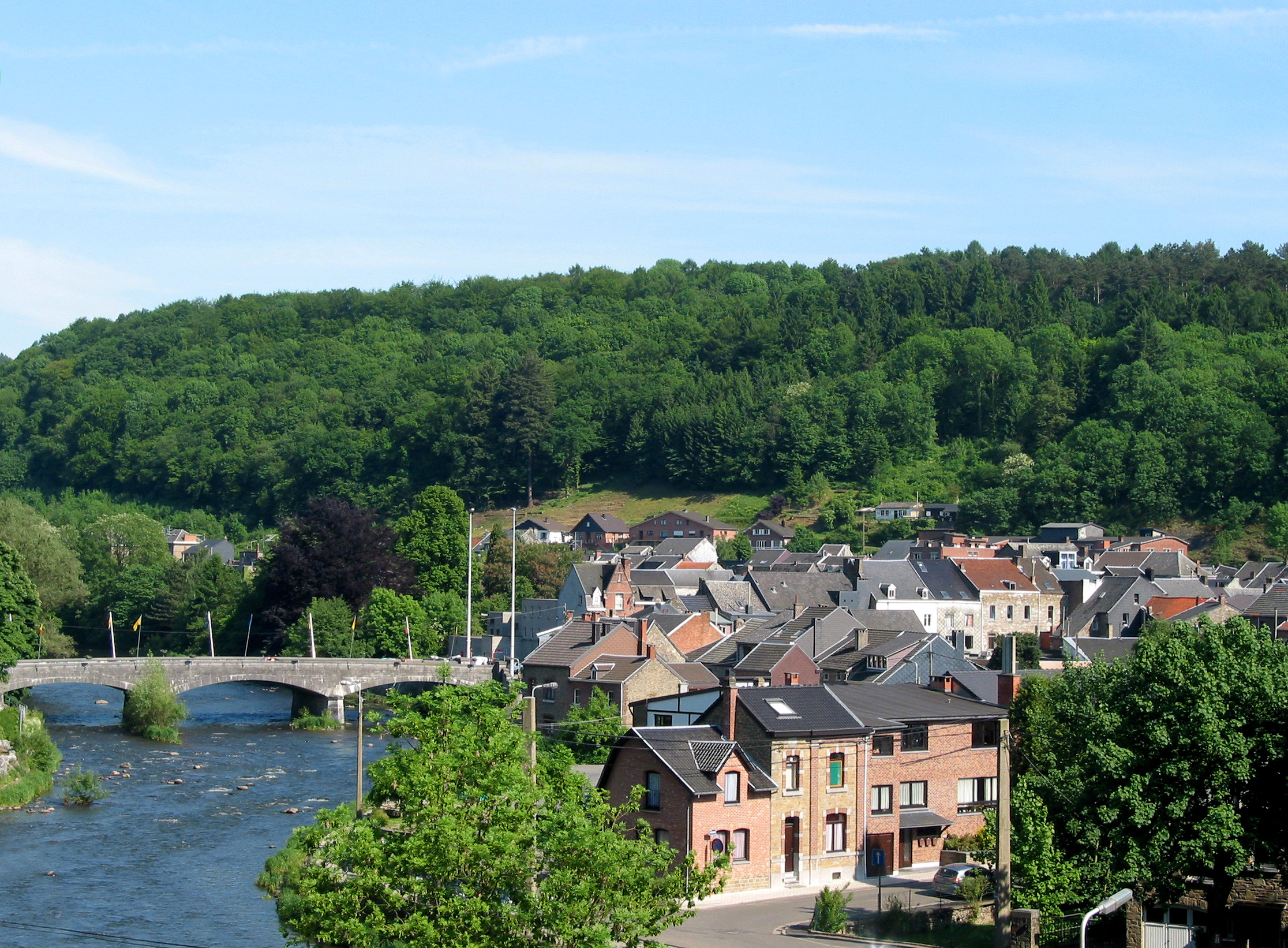
Міст на річці Амблев.

Кілька річок беруть свій початок у Високих Болотах: Весдре, Огне, Варше, Гілеппе, О-Руж, Амблев, Ур, Кілль і Рур. Узимку всі джерела води замерзають, це робить Хай-Фенс одним із найкращих гірськолижних курортів Бельгії. Узимку болота здаються ніби «закутаними в білий пухнастий сніговий шал».

### Зонування
Відповідно до постанови 1992 року регіон було розділено на спеціальні зони, з урахуванням зон доступу, наданих для відвідувачів і туристів. Території розподілені на три зони: B, C і D. Зона B відкрита щодня для громадськості відповідно до правил: велосипеди та собаки заборонені; слід дотримуватися визначених стежок; відходи викидати тільки в сміттєві баки; і потрібно зберігати тишу. Зону С можна відвідати тільки в супроводі гіда, уповноваженого адміністрацією парку. Однак доступ до цієї зони заборонено з середини березня до кінця червня, коли тут гніздиться зникаючий вид, тетерев. Зона D є повністю охоронюваною заповідною територією, без доступу громадськості.

## Флора і фауна
У Хай-Фенсі місця існування багатьох рослин і тварин, які зазвичай трапляються північніше або в горах, є результатом геології та рельєфу, суворого клімату, великої кількості опадів, довгих і холодних зим і низьких середніх температур у регіоні.
Таким чином, плато Хай-Венс багате на флору та фауну, деякі з яких стали рідкісними та перебувають під загрозою зникнення протягом останніх понад трьох століть. Вересові та дернові болота в заповіднику відіграють важливу роль у підтримці біорізноманіття рідкісної флори та фауни, що перебуває під загрозою зникнення, оскільки це забезпечує регулювання водного балансу та підтримує цінність ландшафту. Проте, починаючи з XVII століття, вирубка торфу, осушення, невідповідні насадження ялини, заселення ґрунту безколінцем блакитним створили проблеми для екології регіону. Зараз ці негативні моменти виправляються спеціальними проектами «Життя-Природа».

### Флора
Верес звичайний або Каллуна, невеликий кущ 20—50 сантиметрів (8—20 дюйм) заввишки є пасовиськом для овець і також має цілющі якості; чорниця з родини Ericaceae є чагарником, що росте на висоті 500 м (приблизно 1600 футів); безкореневі торф'яні мохи (Sphagnum) приблизно 40 сантиметрів (16 дюйм) виростають на 3 сантиметри (1 дюйм) рік і утворюють основну дернину боліт за рахунок накопичення органічної речовини; пухівка, багаторічна рослина вологих районів; росичка (Drosera rotundfolia), що трапляється на кислих дернах заповідника, є м'ясоїдними та поїдає комах. Емблемою парку є семипелюсткова квітка озимої трави (Lysimachia europaea), яку не слід плутати з іншими рослинами зі схожими назвами, наприклад звичайна (Cerastium spp.) або озима (Gaultheria spp.).

### Тваринний світ

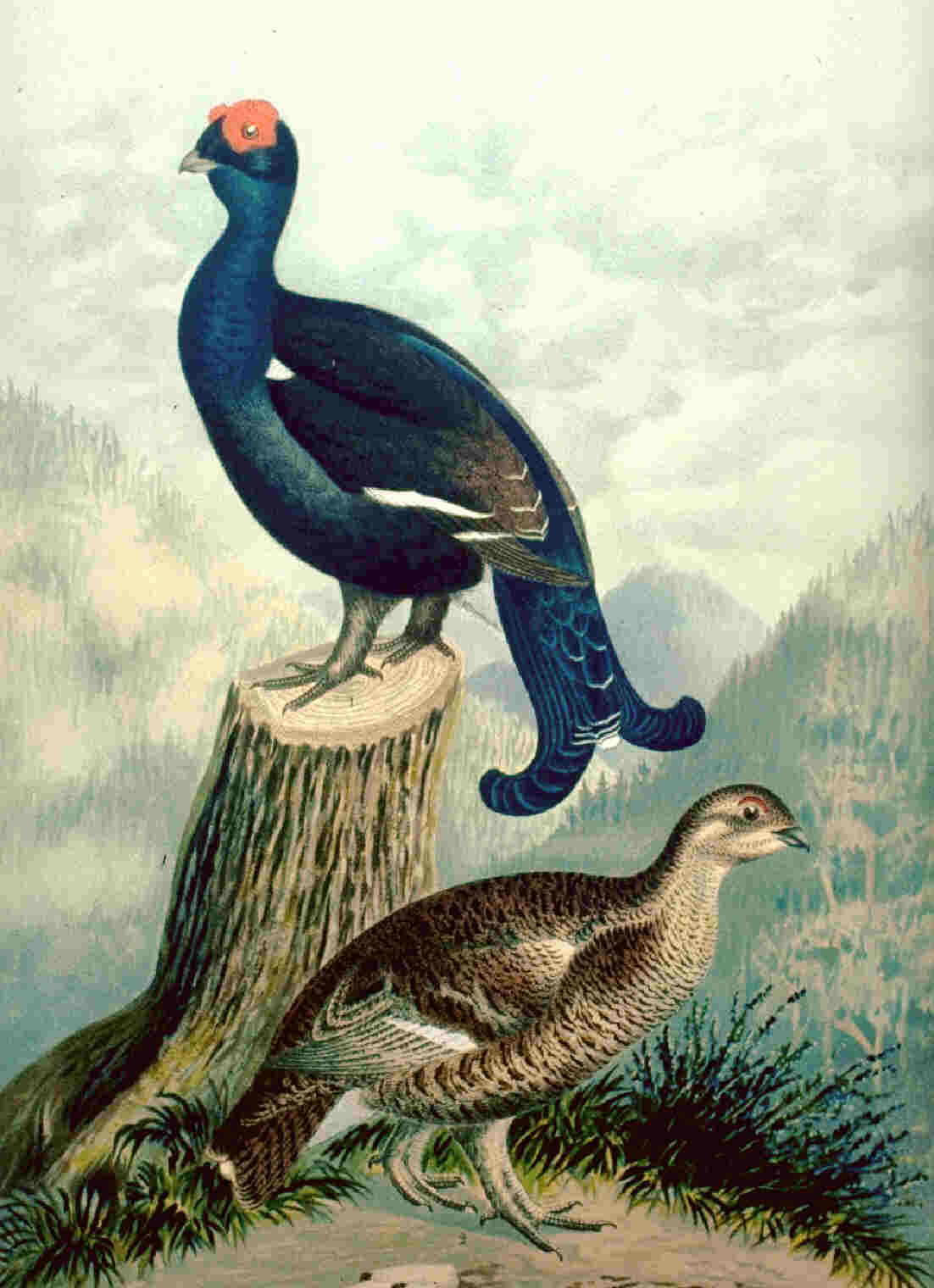
Ілюстрація тетерева (Tetrao tetrix), самця та самки з природничої історії початку 20-го ст.

Зареєстровані види фауни: кабан дикий, козуля, лунь тетерев, миша лісова, коник очеретянка, сорокопуд великий сірий, щеврик лучний, трав'янка європейська та кам'яна звичайна. У незначній кількості трапляється тетерев, який охороняється. Це осілий птах. Самці оперені в чорне з червоною плетінкою над очима, тоді як самки оперені в коричневе з чорними, сірими та білими смугами та мають світлий роздвоєний хвіст. Хребетні тварини, павуки та комахи, зареєстровані в заповіднику, це: орвет (Anguis fragilis), Odonata Orthoptera, Heteroptera Lepidoptera, двокрилі, ракоподібні, багатоногі молюски та молюски.

## Пожежі

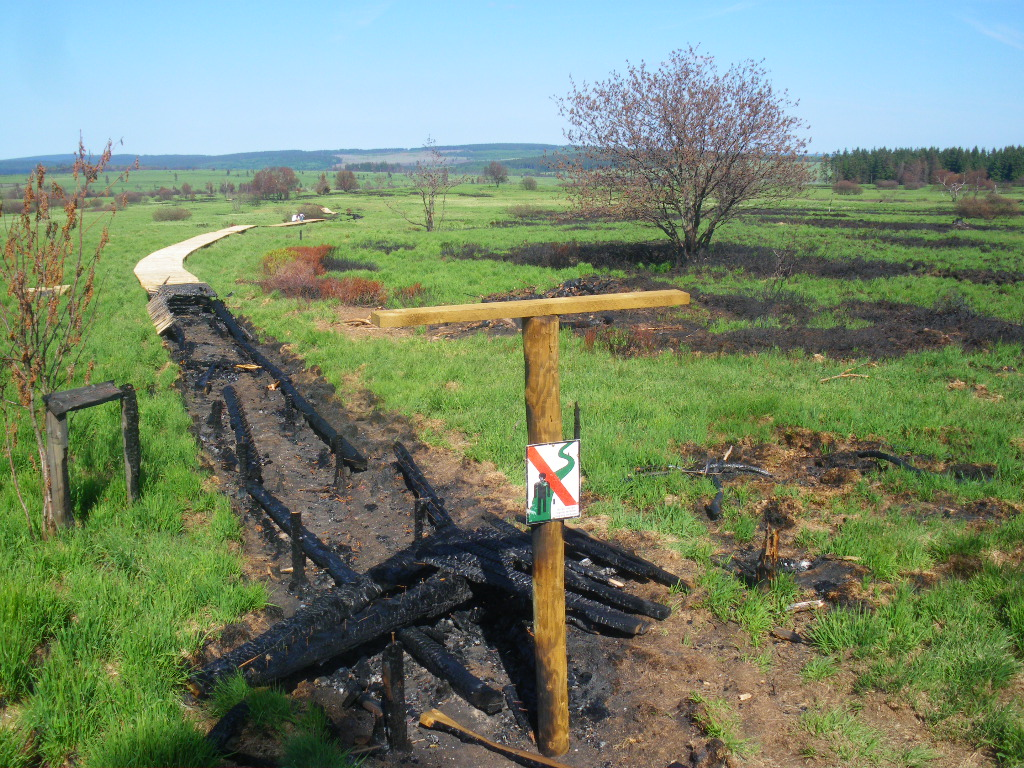
Спалена стежка в долині Хелле в Хай-Фенс, травень 2011 р., через місяць після пожежі

Оскільки середовище проживання складається з боліт, пожежі становлять серйозну небезпеку в період посухи, коли болота закриті, за винятком невеликої території поблизу Polleur. У місцях пожежної небезпеки встановлено трикутні знаки, пофарбовані в червоний колір. У квітні 2011 року внаслідок пожежі, що спалахнула у Хай-Фенс, було знищено 1 000 гектарів (2 500 акрів) землі. Кажуть, що це найбільша пожежа в історії, і 300 пожежників за підтримки гелікоптера брали участь у гасінні та контролі пожежі.

## Дозвілля
Зимові види спорту, дозволені в болотах у визначеній зоні та за межами заповідної території боліт, це катання на лижах, велосипеді та походи. Катання на бігових лижах у Хай-Фенс дозволено на визначених лісових трасах, які розташовані на околиці або навіть за межами заповідника. Піші маршрути були реорганізовані поза межами парків. Пішохідні маршрути будуть обмежені підліском, що прилягає до заповідника. Велосипедні маршрути визначені за межами заповідника в прилеглих лісах. Субальпійський клімат може змінитися на субарктичний, тому нічні прогулянки парком можуть бути небезпечними, якщо людина не має відповідного обладнання для такого ризику.

## Пам'ятник
Інший відомий пам'ятник розташований у Gèyeté (Gayetay) в межах муніципальних кордонів Сарт і Джалхай; це пам'ять про вісьмох американських авіаторів, які були екіпажами трьох літаків Douglas C-47 Skytrain, що зіткнулися під час польоту 6 квітня 1945 року через туман. Меморіал являє собою трилопатевий гвинт, встановлений на постаменті з кварциту, біля якого встановлено хрест із написом «За американських авіаторів».

## Галерея

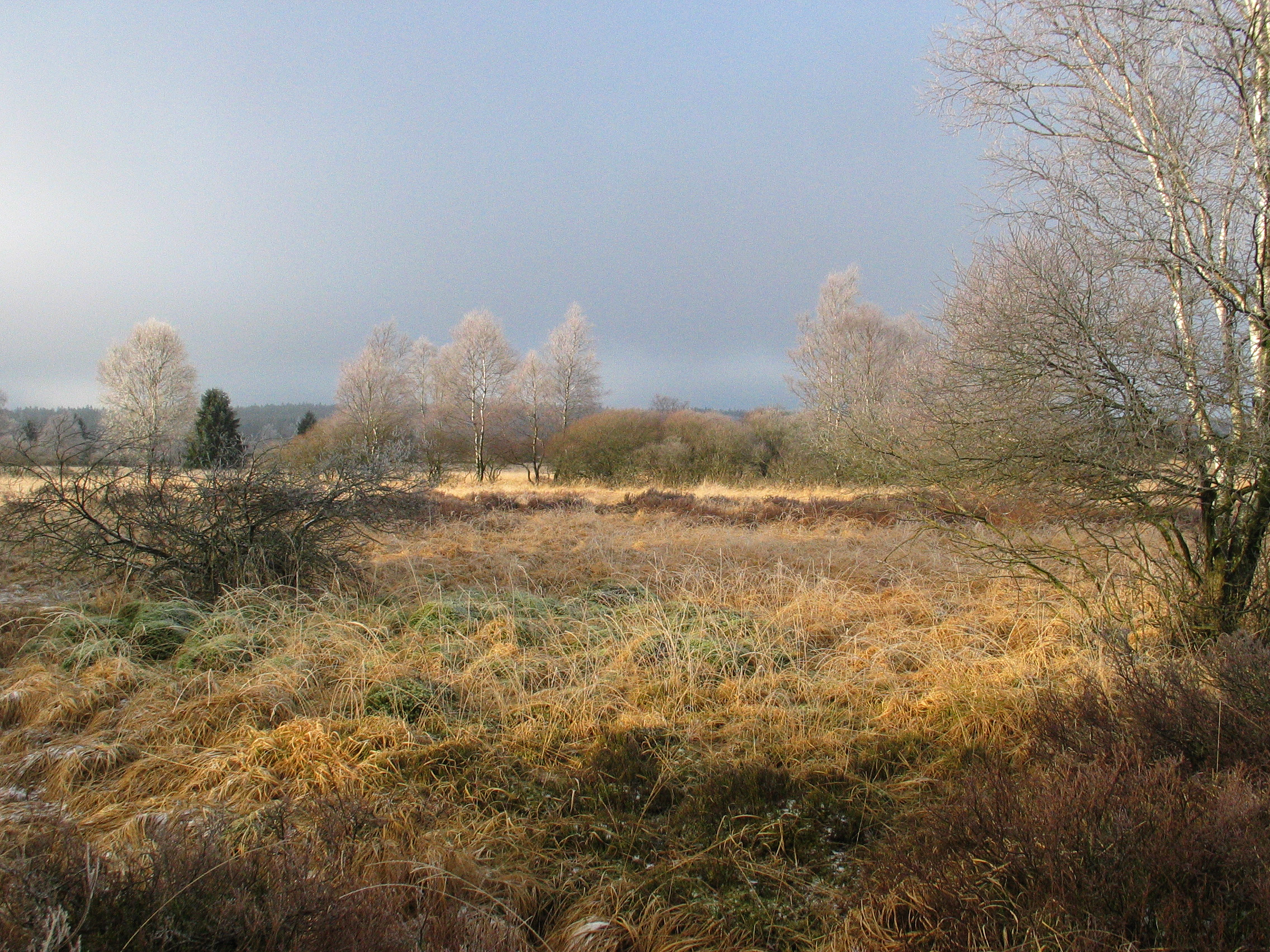
Пейзаж Фенсу біля німецького кордону
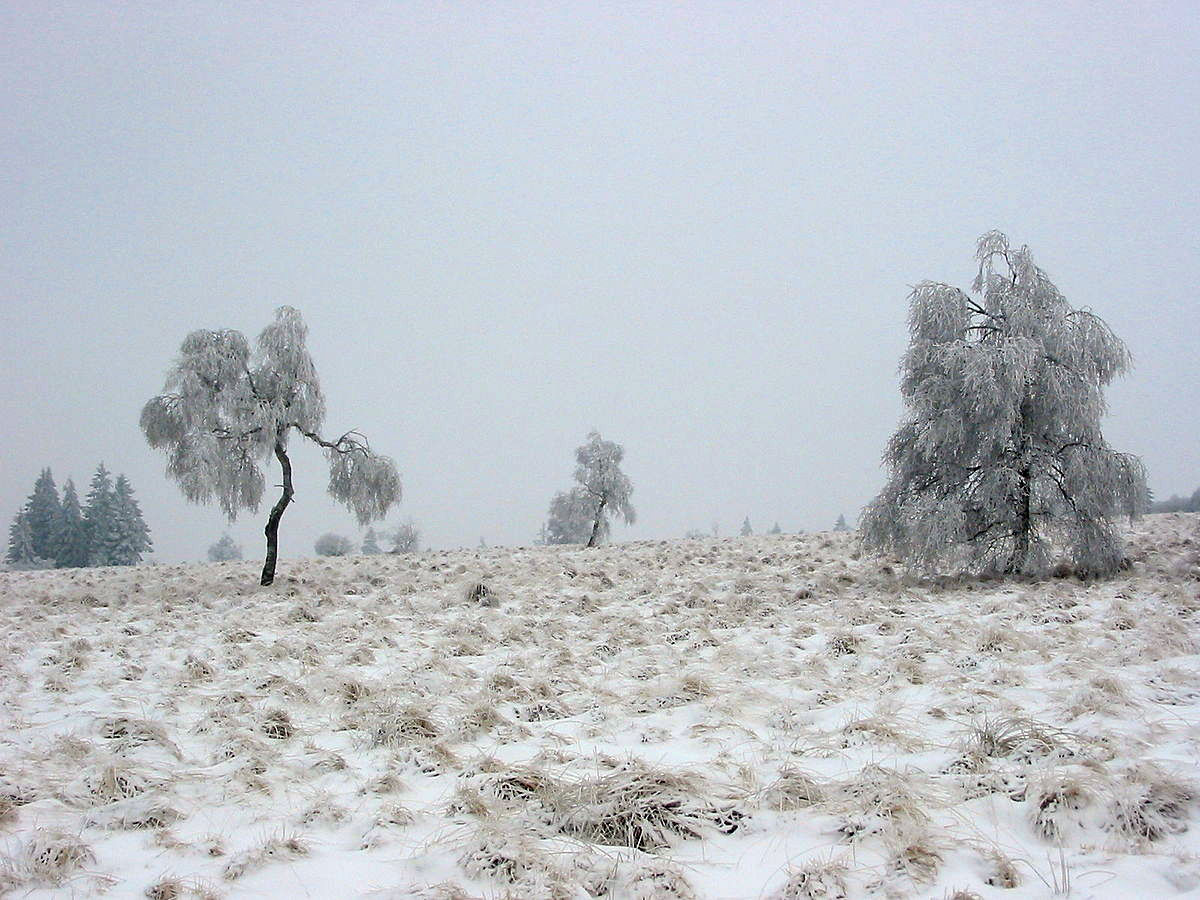
Зимовий пейзаж у Хай-Фенс
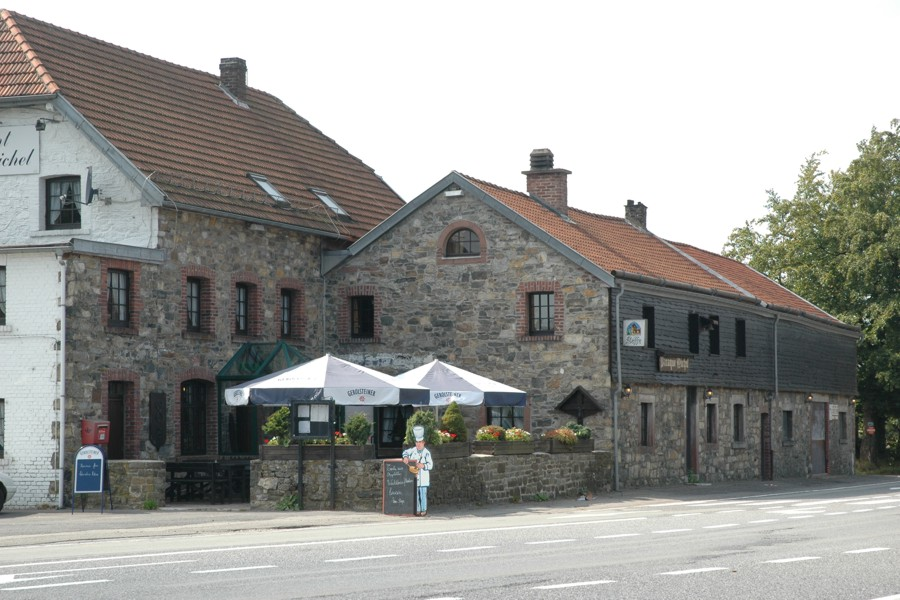
Хостел Барак Мішель у Джалхаї, третій найвищій точці Бельгії (674 м)
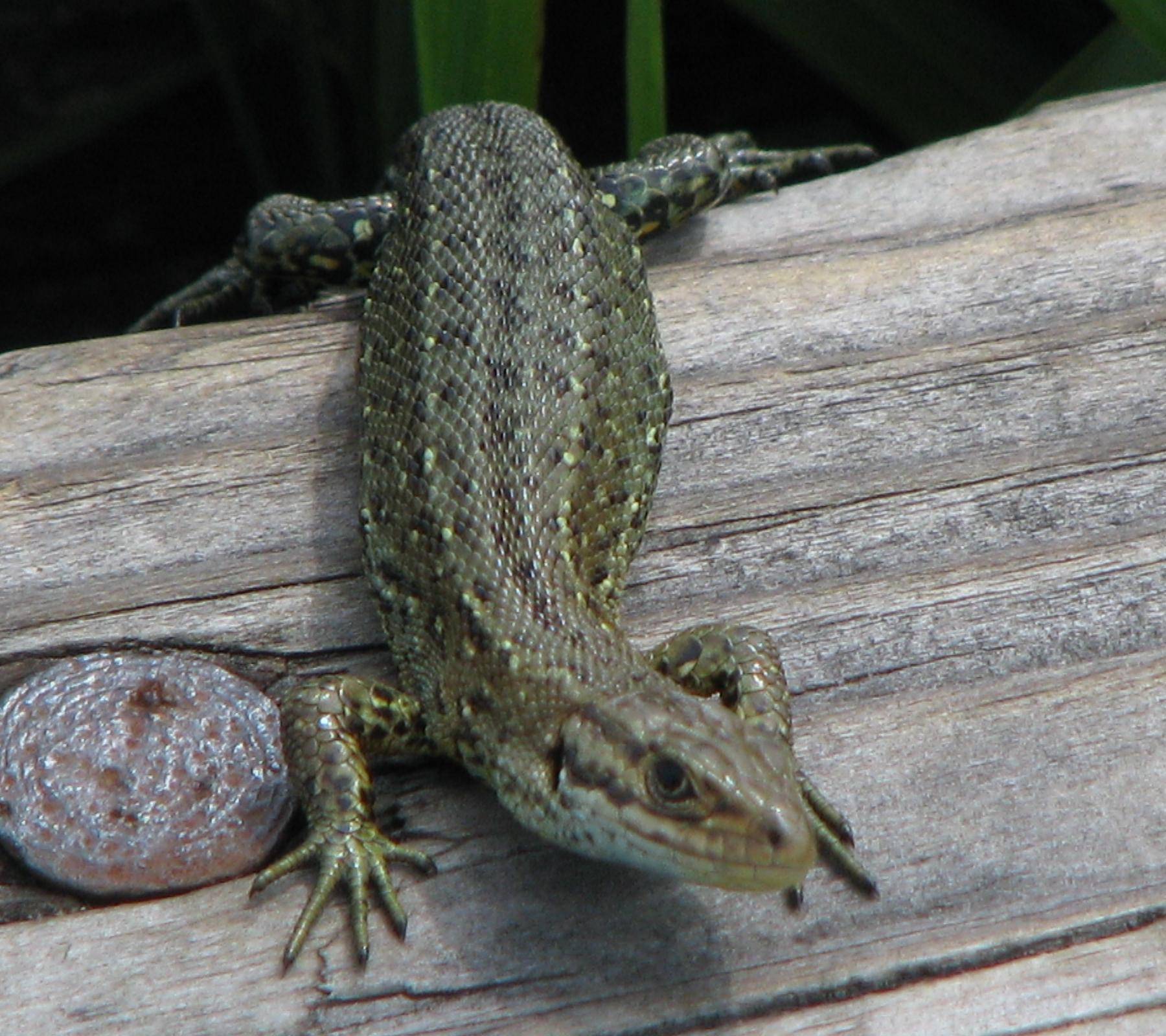
Lacertidae у Хай-Фенс
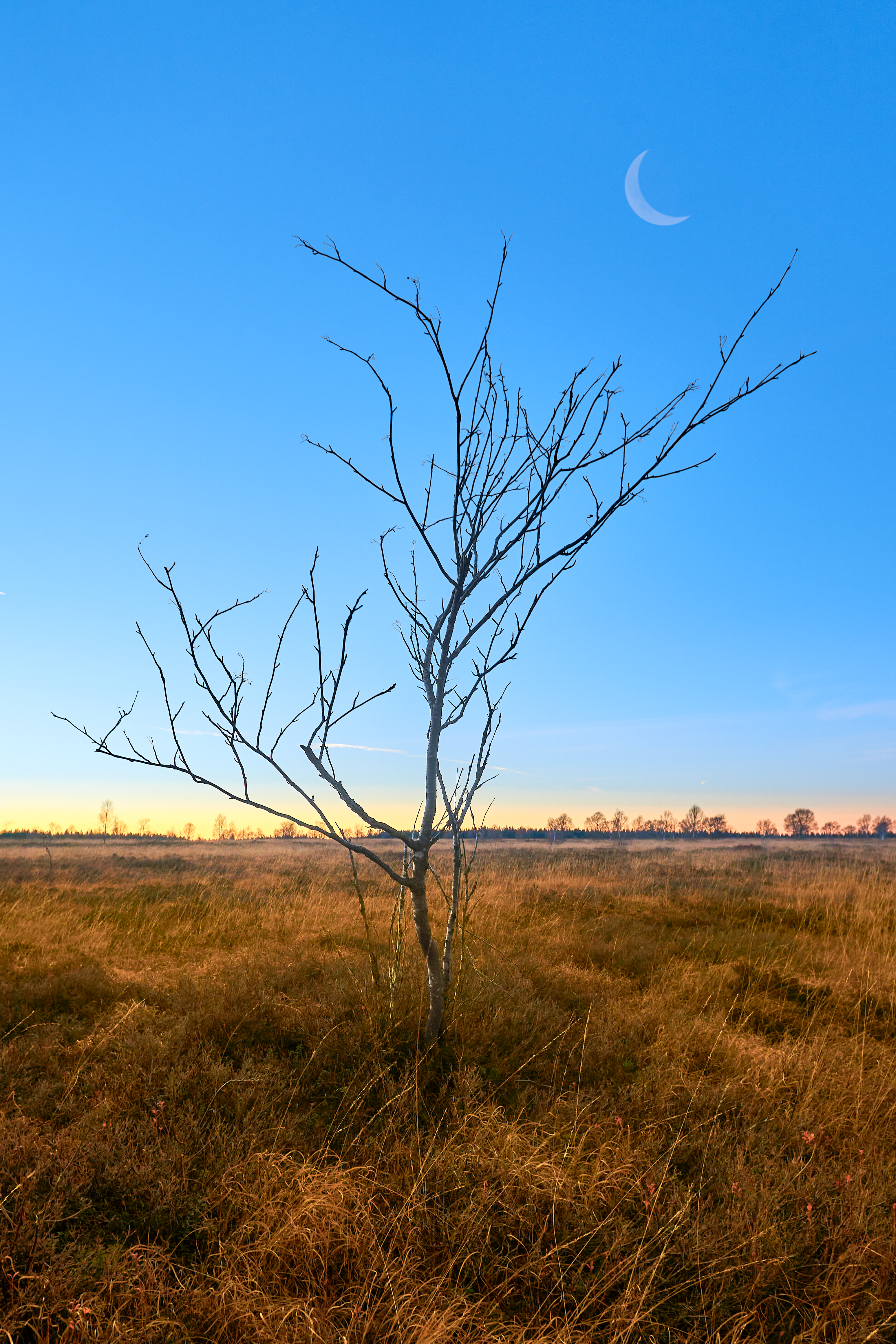
Береза в болотах
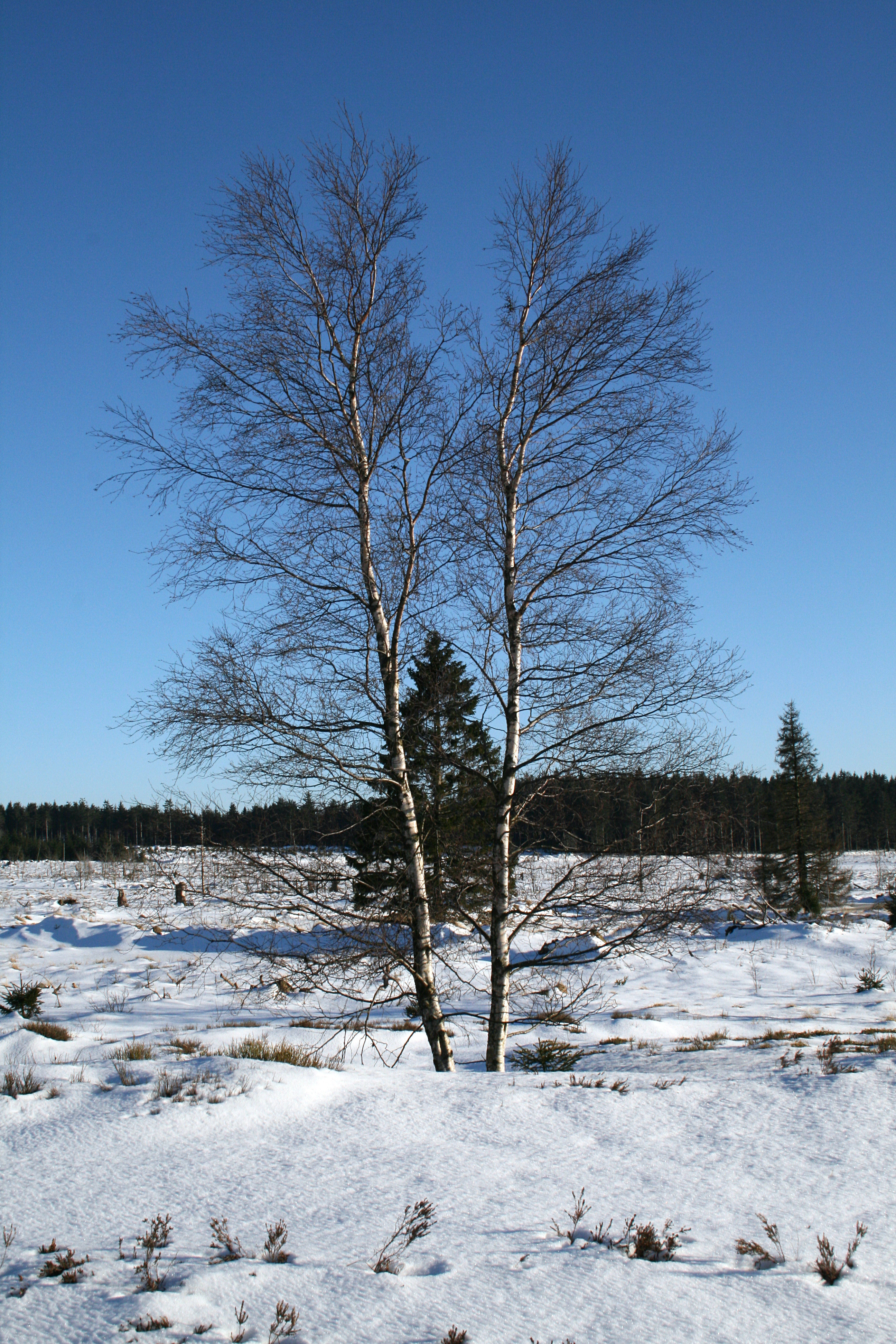
Береза і ялиця, два найпоширеніші дерева Хай-Фенс
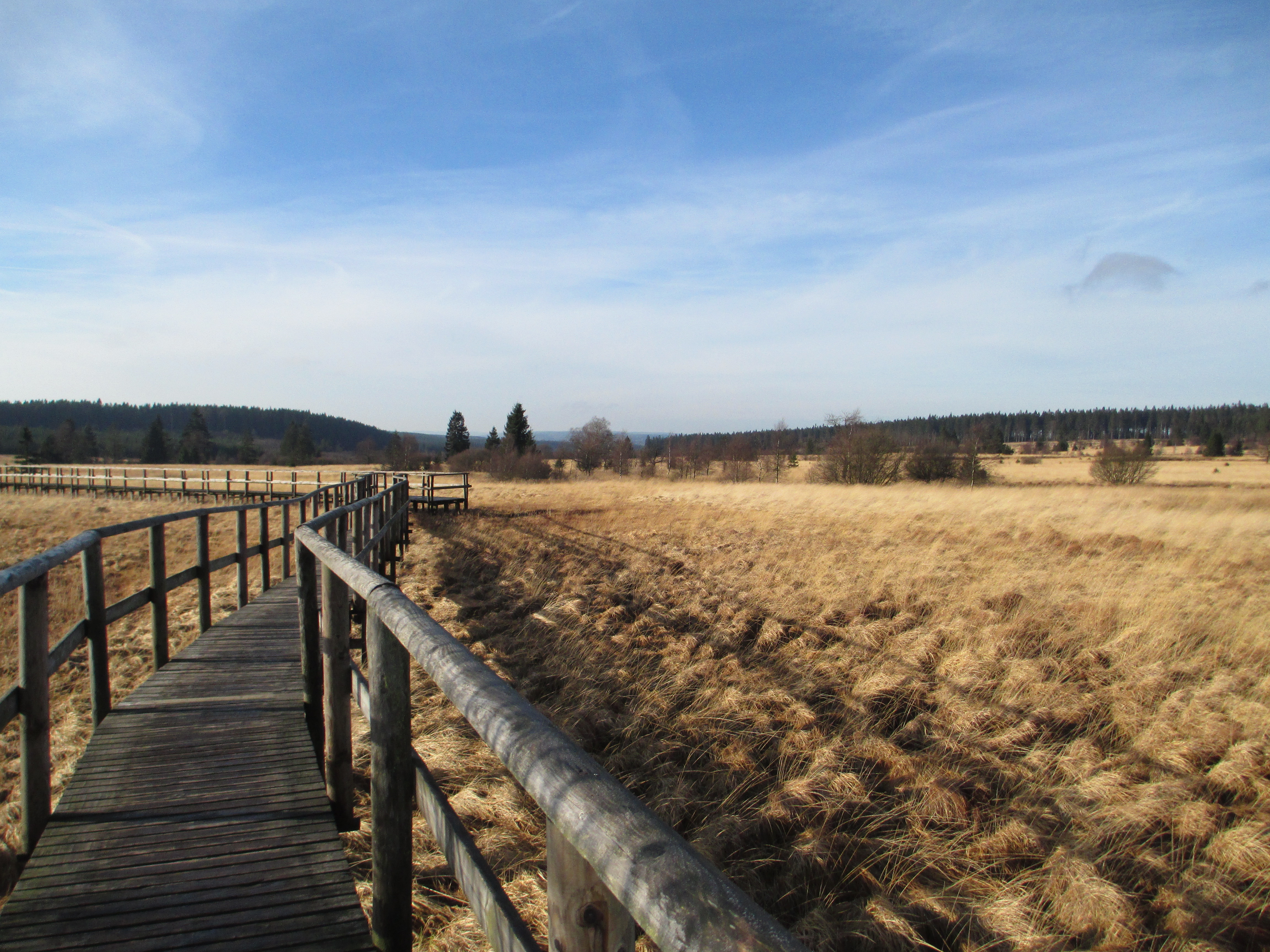
Набережна в "Grande Fagne"
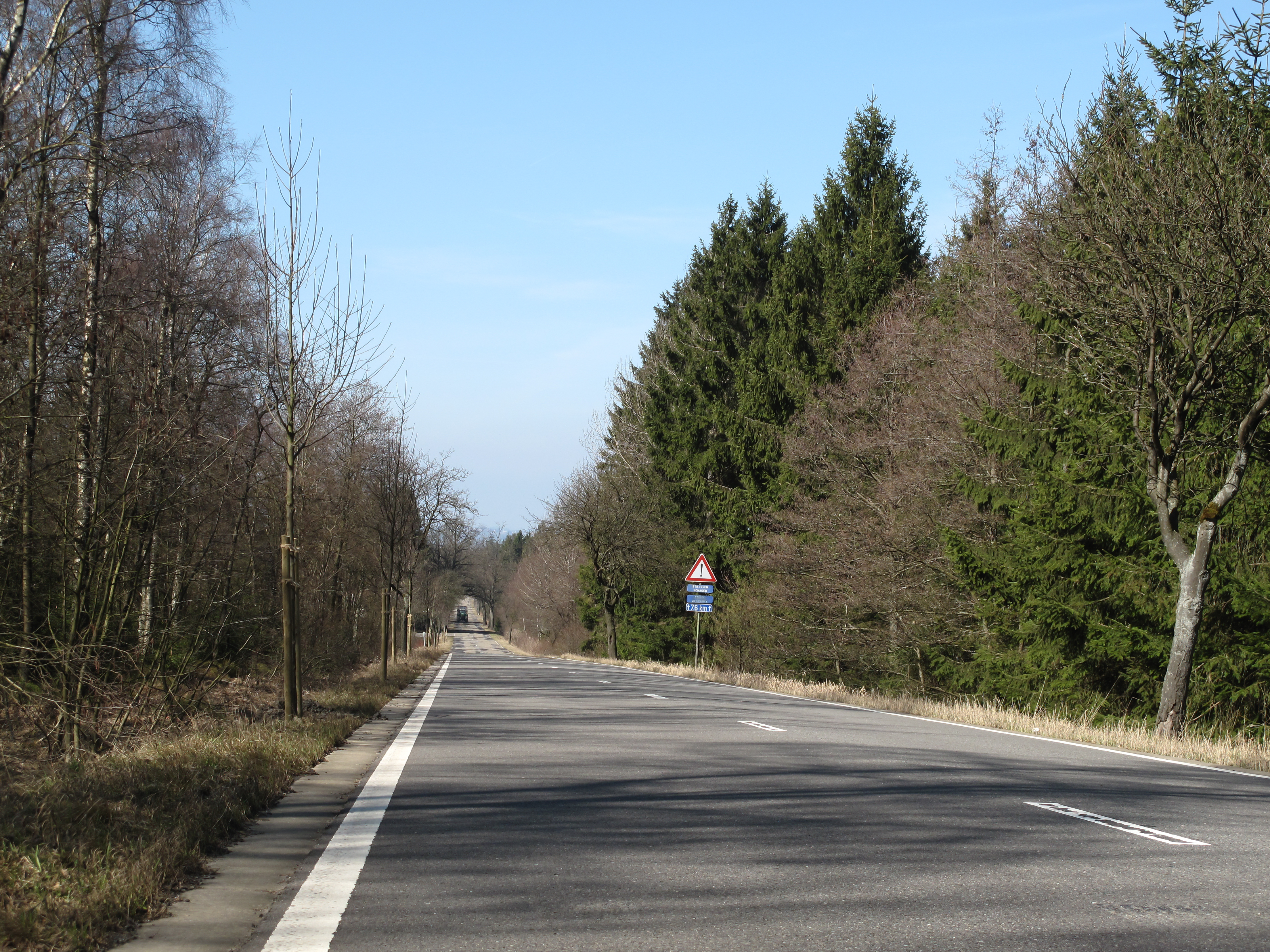
Дорога з Ойпена в Мютценіх
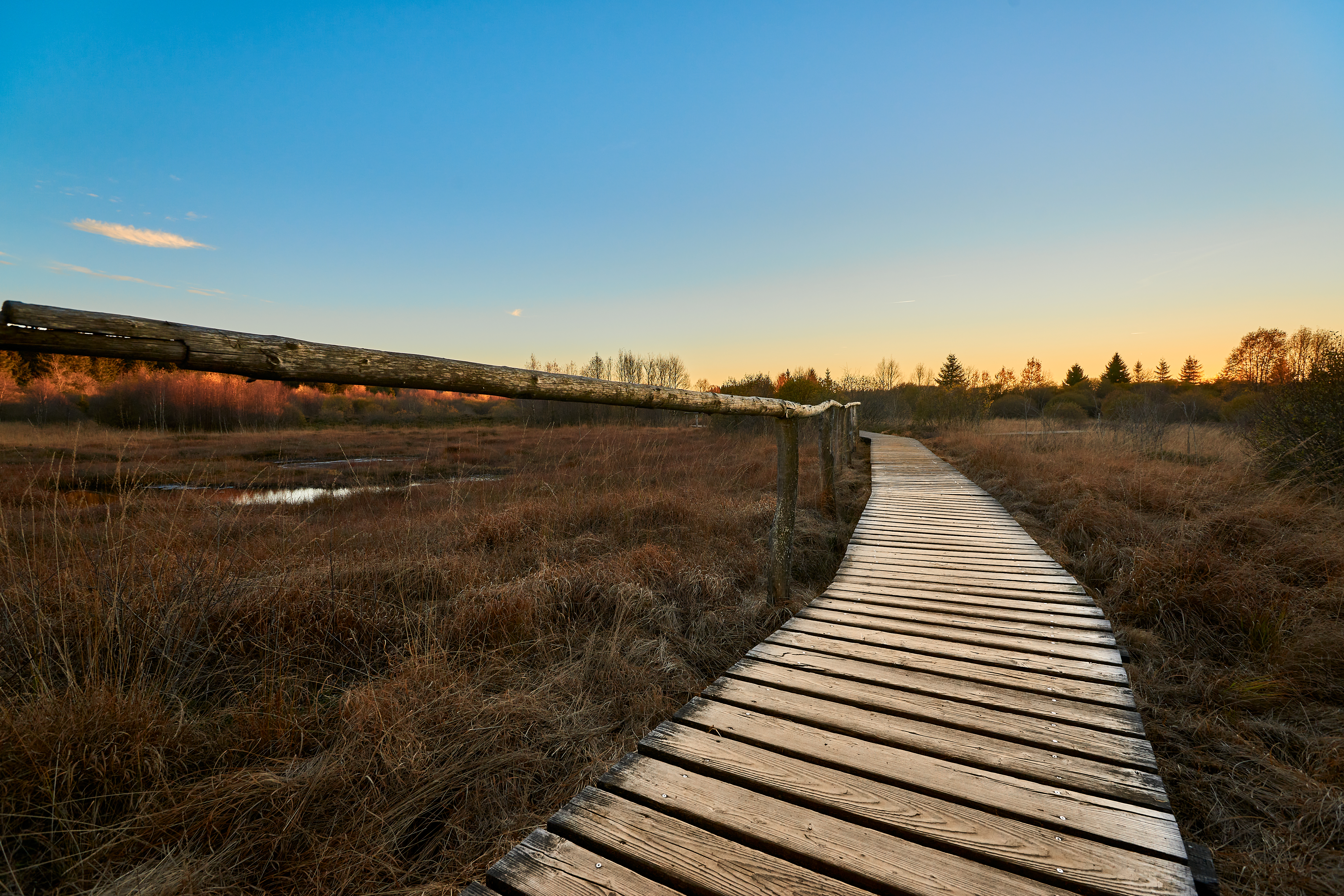
Набережна при заході сонця